# Hell and High Water (film)
Hell and High Water is een Amerikaanse avonturenfilm uit 1954 onder regie van Samuel Fuller. De film werd destijds uitgebracht onder de titel Demonen der diepte.

## Verhaal
Professor Montel en zijn collega's doen een beroep op de voormalige marineofficier Adam Jones voor een duikbootexpeditie naar Alaska. Ze gaan er op zoek naar een geheime Japanse atoombasis. Daar werkt het land aan kernwapens om China en Mantsjoerije mee aan te vallen. Japan wil de schuld voor die aanval in de schoenen schuiven van de Amerikanen.

## Rolverdeling
| Acteur           | Personage           |
| ---------------- | ------------------- |
| Richard Widmark  | Kapitein Adam Jones |
| Bella Darvi      | Denise Montel       |
| Victor Francen   | Professor Montel    |
| Cameron Mitchell | Brodski             |
| Gene Evans       | Chef Holter         |
| David Wayne      | Tugboat Walker      |
| Stephen Bekassy  | Neuman              |
| Richard Loo      | Hakada Fujimori     |